# Henk Mudge
Henk Mudge (właśc. Henry Ferdinand Mudge, ur. 18 lutego 1952 w Otjiwarongo w regionie Otjozondjupa) – namibijski inżynier i polityk, wieloletni radny i parlamentarzysta, od 2003 do 2011 przewodniczący Partii Republikańskiej.

## Życiorys
Urodził się w rodzinie zaangażowanej politycznie: ojciec Dirk Mudge był jednym z liderów Sojuszu Demokratycznego z Turnhalle oraz założycielem Partii Republikańskiej. W 1969 ukończył szkołę średnią im. Jana Möhra w Windhuku, a cztery lata później uzyskał stopień inżyniera na Uniwersytecie w Stellenbosch. W 1970 służył w południowoafrykańskim lotnictwie (SAAF). Po ukończeniu studiów pracował jako inżynier cywilny, początkowo w ministerstwie spraw wodnych, a później w prywatnych spółkach. W 1978 przyłączył się do Partii Republikańskiej, która była wówczas podmiotem stowarzyszonym Sojuszu Demokratycznego z Turnhalle (DTA), zostając członkiem, a później wiceprzewodniczącym Rady Młodych Republikanów. W latach 1992–2003 zasiadał w Komitecie Centralnym DTA. Od 1993 pełnił obowiązki radnego w okręgu Windhoek West. W maju 2003 został wybrany przewodniczącym reaktywowanej Partii Republikańskiej, która odeszła z koalicji DTA, rezygnując jednocześnie z funkcji samorządowych.
Wystartował w wyborach prezydenckich z 2004 zdobywając niecałe 16 tys. głosów (zajął szóstą pozycję). W tym samym roku został wybrany jedynym posłem Partii Republikańskiej do Zgromadzenia Narodowego. Określa siebie mianem "nowo narodzonego chrześcijanina".